# Brooklyn (Michigan)
Pour les articles homonymes, voir Brooklyn (homonymie).
Brooklyn (anciennement dénommée Swainsville) est un village du Comté de Jackson situé dans l'État du Michigan aux États-Unis.

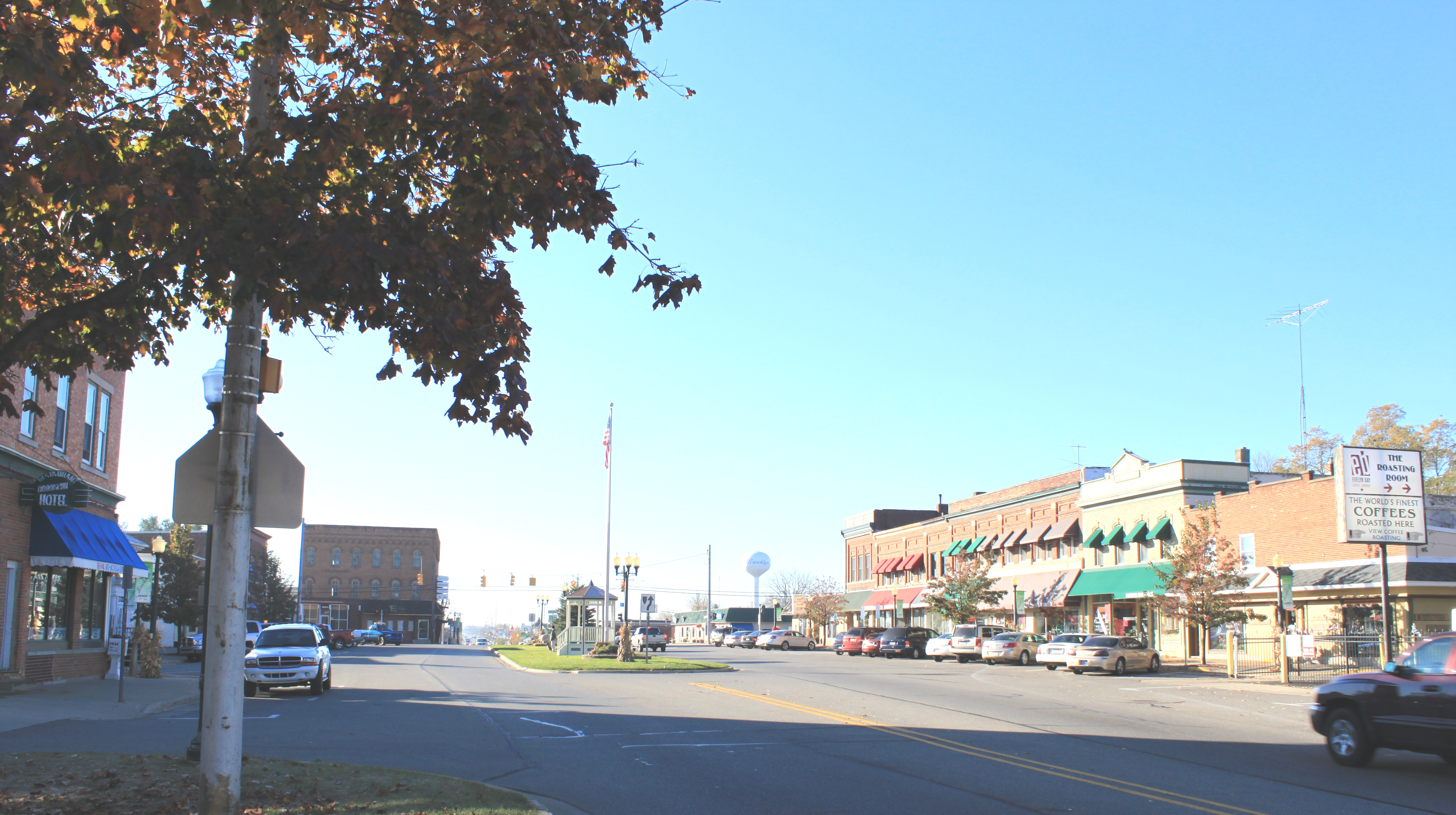
En regardant vers le sud le long de la rue Main

Selon le recensement de 2010, sa population était composée de 1 206 personnes. Le village est juste situé en retrait de l' U.S. Route 12 (anciennement la 112).
Brooklyn est localisé dans le centre de la partie basse du Michigan, région réputée pour ses opulents et ondulants paysages verdoyants des Irish Hills (en) du sud-ouest Michigan, mais aussi pour ses lacs et ses parcs, le Hayes State Park (en) et le Cambridge Junction Historic State Park (en).
Le village se trouve également à proximité du circuit automobile réputé pour ses courses de NASCAR dénommé le Michigan International Speedway.
La région était la destination favorite pour les habitants de la métropole de Détroit qui y étaient propriétaire de cottages en bordure des lacs. Avec l'apparition de l'autoroute Interstate 94 fin des années 1950 et la construction du Michigan International Speedway fin des années 1960, la population va s'y établir à l'année.
Le village est situé à 14 milles (23 km) au sud-est de la ville de Jackson, à 37 milles (60 km) au sud-ouest d'Ann Arbor et à 56 milles (90 km) au sud-est de Lansing.

## Histoire
L'endroit où sera érigé le village est découvert par Calvin Swain. Il y dépose la première revendication territoriale le 16 juin 1832. Le village qui va naître portera son nom : Swainsville. Le 5 août 1836, toute la population vote pour la modification du nom de leur village. Celui-ci est renommé Brooklyn.
Un signe marquant la découverte historique de Swain se dresse sur la place du village.
Street Art: En 2015, le long des rues Monroe et Water, une petite révolution artistique va se passer. Des artistes furent invités par un résident local Josh Mitoska. Plusieurs peintures murales géantes sont peintes par divers artistes dont Bonus Saves, THOR, PHYBR, Andrew Hall, Kashink (une artiste féminine parisienne réputée mondialement). Cette forme d'art va attirer bon nombre de visiteurs même si des critiques seront émises par plusieurs locaux déclarant : « This is becoming a circus » (Cela devient un cirque).

## Géographie
Selon l'United States Census Bureau (Bureau du recensement Américain), le village possède une surface totale de 2,64 km2 (1,02 mi2) dont 0,03 km2 (0,01 mi2) d'eau.

## Démographie
| Année                 | Population | Évolution (%) |
| --------------------- | ---------- | ------------- |
| 1860                  | 334        | -             |
| 1870                  | 544        | +62,9         |
| 1880                  | 470        | -13,6         |
| 1890                  | 596        | +26,8         |
| 1900                  | 494        | -17,1         |
| 1910                  | 662        | +34           |
| 1920                  | 611        | -7,7          |
| 1930                  | 733        | +20           |
| 1940                  | 749        | +2,2          |
| 1950                  | 862        | +15,1         |
| 1960                  | 986        | +14,4         |
| 1970                  | 1 112      | +12,8         |
| 1980                  | 1 110      | -0,2          |
| 1990                  | 1 027      | -7,5          |
| 2000                  | 1 176      | +14,5         |
| 2010                  | 1 206      | +2,6          |
| 2015                  | 1198       | -0,7          |
| U.S. Decennial Census |            |               |